# Мариупольский машиностроительный колледж
Мариупольский машиностроительный колледж (до 2010 года — Мариупольский машиностроительный техникум) — государственное высшее учебное заведение II уровня аккредитации, является структурным подразделением Приазовского государственного технического университета.

## История
В июле 1969 года был основан как машиностроительный техникум и должен был обеспечивать кадрами Ждановский завод тяжёлого машиностроения (в настоящее время — ПАО «Азовмаш»), студентами в основном были рабочие этого завода. Первоначально была предусмотрена только вечерняя форма обучения.
В 1995 году техникум перешёл на дневную и заочную формы обучения.
В 1997 году стал структурным подразделением Приазовского государственного технического университета, а в 2010 году был преобразован в колледж.

## Направления обучения
Колледж готовит младших специалистов по направлениям:
- «Сварка»
- «Инженерная механика»
- «Программная инженерия»
- «Экономика предприятия»
- «Учёт и аудит».